# Plutei di Traiano
I Plutei di Traiano sono balaustre marmoree istoriate, di incerta funzione e originaria collocazione, oggi esposte nella Curia Iulia nel Foro Romano, importanti perché hanno permesso di dare una collocazione certa ad alcuni edifici del Foro.

## Descrizione

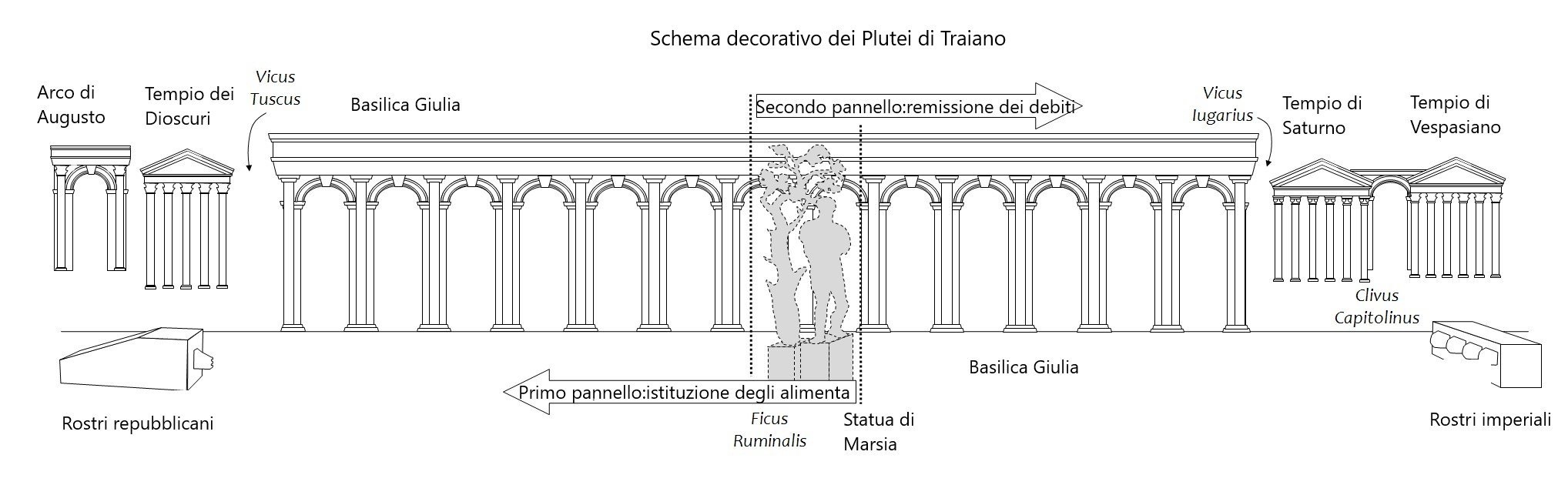
Monumenti rappresentati nei Plutei

I Plutei di Traiano furono ritrovati nel 1872 nel Foro tra la Colonna di Foca e il Comizio.
Ancora incerta è la loro collocazione originaria dei plutei e la loro funzione. Si tratta forse di balaustre di una tribuna, probabilmente eretta al posto della statua equestre di Domiziano, o secondo convinzioni piuttosto persistenti, che facessero parte dei Rostri. Per altri servivano a delimitare l'area del Ficus Ruminalis, o servivano a sostenere gli spalti di legno del tribunale pretorio.
Le scene sono particolarmente interessanti perché si svolgono nel Foro, del quale danno una rara raffigurazione antica: vi si riconosce in entrambe la statua di Marsia accanto alla Ficus navia, già centro della piazza, e il lato meridionale della medesima.
Vi sono rappresentate scene del principato di Traiano:
- quello di sinistra ha una Scena del condono dei debiti ai cittadini; nella scena dei militari sono in attesa che l'imperatore ordini di bruciare le tavolette dove sono riportati i debiti dei cittadini provinciali,
- quello di destra ha L'istituzione degli alimenta, ossia prestiti agricoli a basso interesse per il sostentamento dei fanciulli poveri; nella scena l'Imperatore pronuncia un  discorso, applaudito dai plebei e ringraziato da una donna, personificazione dell'Italia, che gli si avvicina con i suoi bambini;

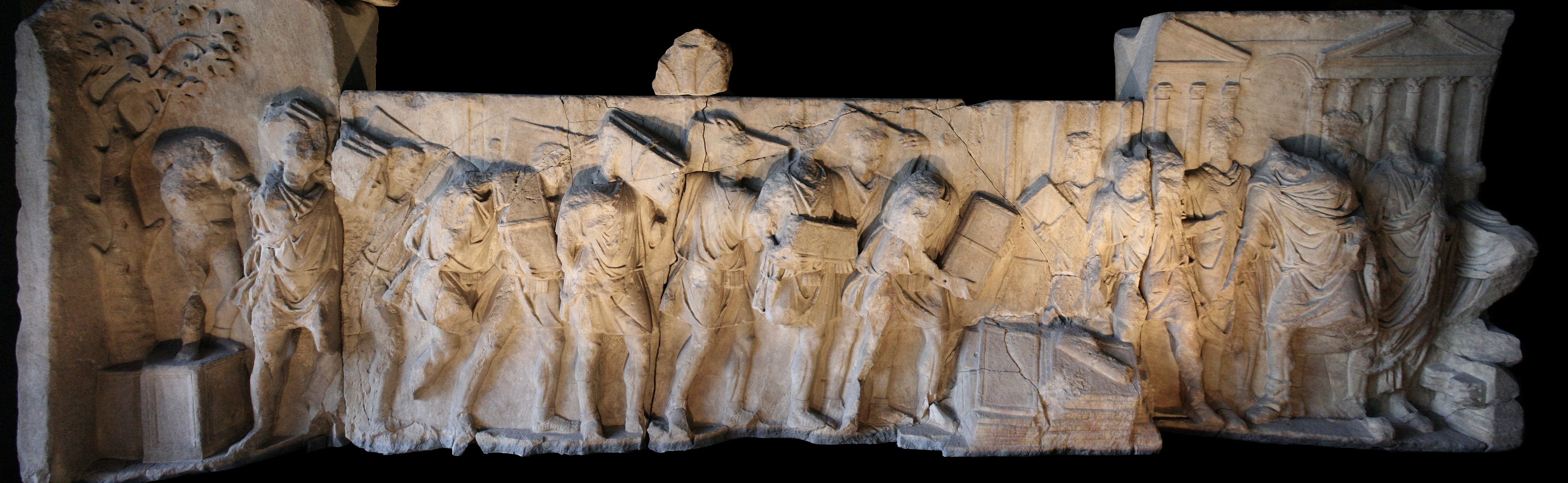
Rilievo di sinistra del Pluteo di Traiano

In quello di sinistra si vedono (da destra) i Rostri, il tempio di Vespasiano e Tito (con l'ordine corinzio), un arco, forse del Tabularium, il Tempio di Saturno (ionico), il vuoto del Vicus Iugarius e le arcate della basilica Giulia.

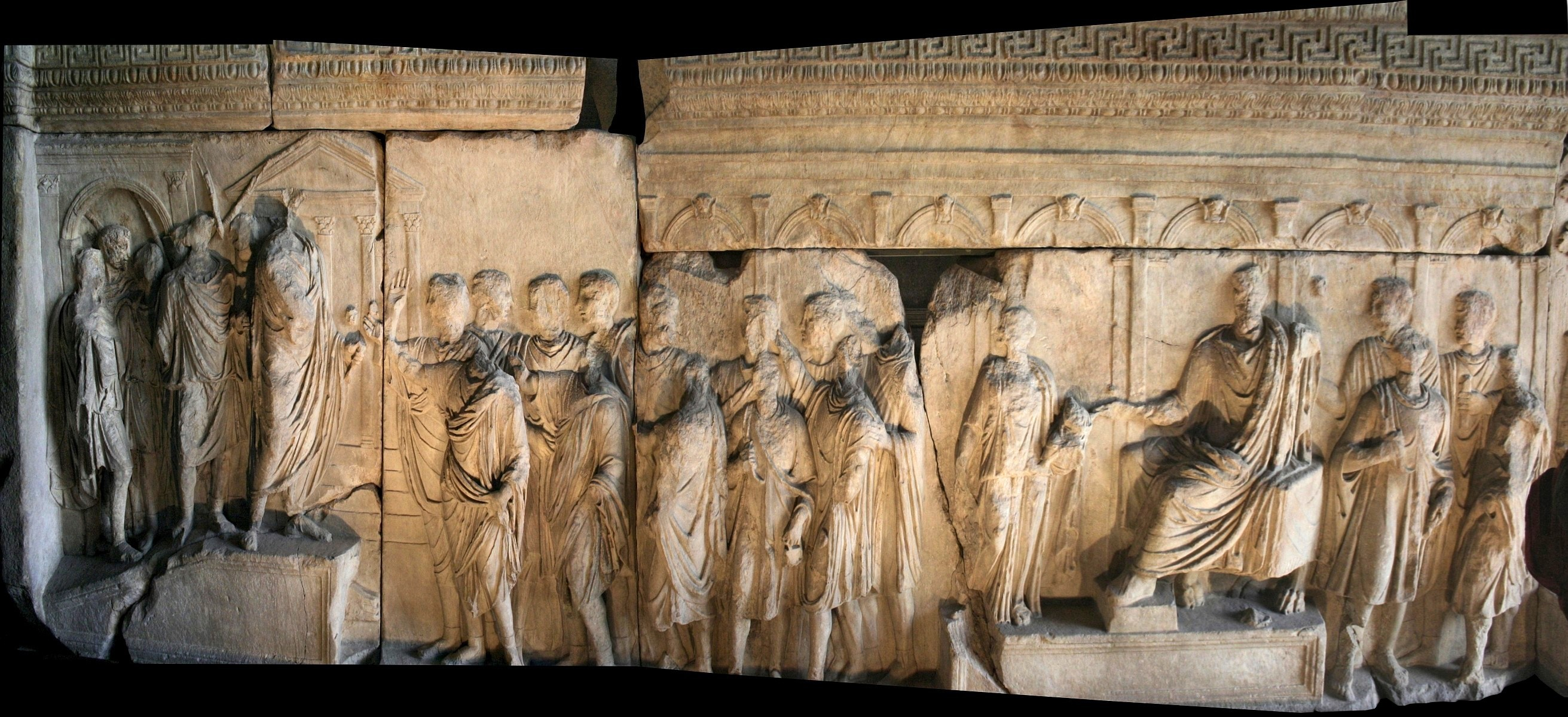
Rilievo di destra del Pluteo di Traiano

In quello di destra si vedono invece la continuazione della basilica Giulia, l'arco di Augusto, i Rostri del tempio del Divo Giulio; l'imperatore è raffigurato davanti alla basilica Giulia seduto su un podio, forse lo stesso dal quale provengono i rilievi.

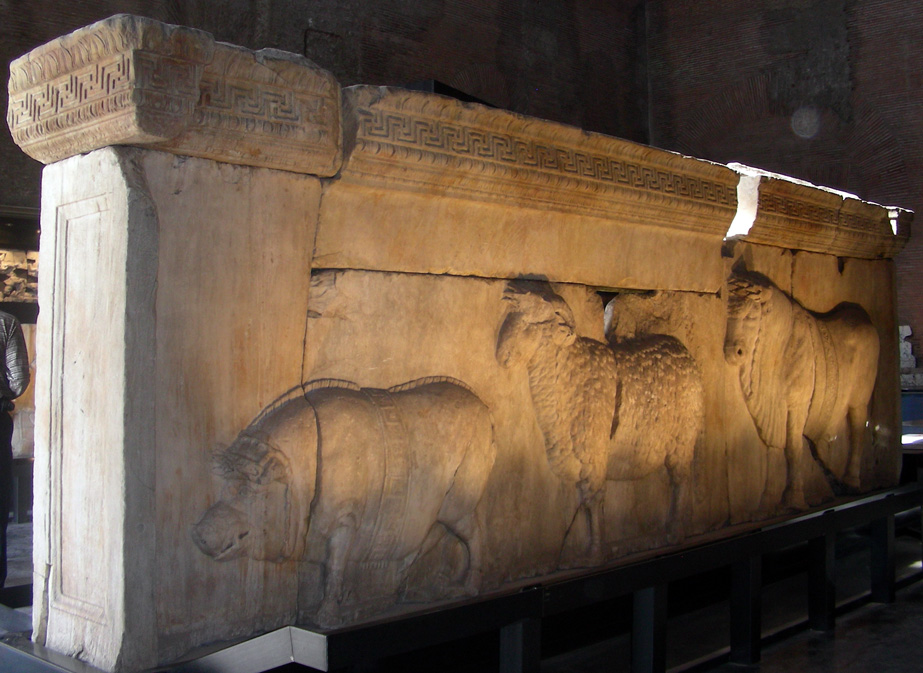
Retro del Pluteo di Traiano

Sul rovescio di entrambi sono raffigurati gli animali sacrificali delle solennità romane: maiale, pecora e toro. Questi venivano portati al sacrificio, secondo il rito dei Suovetaurilia.